# Amy Barger
Amy J. Barger (18 de enero de 1971) es una astrónoma estadounidense cuyos descubrimientos están, en su mayoría, relacionados con los cuásares, los agujeros negros y otros objetos distantes. Ayudó a demostrar que la actividad de los agujeros negros en las galaxias cercanas era mayor y más reciente de lo esperado. También trabajó con otros en descubrimientos relacionados con la actividad estelar en galaxias distantes. Actualmente es profesora en la Universidad de Wisconsin-Madison. 
Barger obtuvo un Doctorado en Astronomía en 1997, en el King's College, de la Universidad de Cambridge, donde fue becaria Marshall. Después de lo cual trabajó en la colaboración Morphs estudiando la formación y las morfologías de galaxias distantes. Ha recibido numerosos premios y becas, incluyendo el premio Annie Jump Cannon en Astronomía en 2001 y el Premio Pierce en 2002 de la Sociedad de Astronomía Estadounidense, el Premio Maria Goeppert-Maye de 2007 de la Sociedad Física Estadounidense y unas becas Alfred P. Sloan en 2002 y David y Lucille Packard en 2003. En 2017, fue elegida como miembro de la Asociación Estadounidense para el Avance de la Ciencia.

## Premios y logros[6]
- Beca Sloan (2002)
- Premio Newton Lacy Pierce de Astronomía de la Sociedad Astronómica Estadounidense (2002)| En reconocimiento a su destacado logro en cosmología observacional utilizando datos de rayos X a longitudes de onda de radio para explorar poblaciones previamente desconocidas de galaxias distantes, brindando una visión de las galaxias en los inicios de la historia del universo y demostrando que son contribuyentes importantes al fondo extragaláctico. |
- Premio Maria Goeppert Mayer de Física de la Sociedad Estadounidense de Física (2007)
- Beca Guggenheim (2015)[7]